# 天冊万歳
天冊万歳（𠀑冊万歳　てんさくばんざい、てんさつばんざい）は、武周の武則天の治世に使用された元号。695年。

## 西暦・干支との対照表
| 天冊万歳 | 元年  |
| 西暦     | 695年 |
| 干支     | 乙未  |